# Біллі Лурд
Біллі Кетрін Лурд (англ. Billie Catherine Lourd; нар. 17 липня 1992 року) — американська акторка. Найбільш відома за роллю Шанель №3 в телесеріалі «Королеви крику» та різними ролями у телесеріалі-антології «Американська історія жаху».

## Біографія

### Ранні роки
Народилася в Лос-Анджелесі, Каліфорнія, в сім'ї актриси Керрі Фішер (відома безліччю ролей, серед яких роль Принцеси Леї з "Зоряних воєн") і агента Браяна Лурда.  У Біллі англійські, єврейські, шотландські та ірландські коріння. Онука актриси Деббі Рейнольдс і співака Едді Фішера, а також племінниця Тодда Фішера, Джоелі Фішер і Тріша Лі Фішер.
У 2014 році закінчила Нью-Йоркський університет, де вивчала релігію і психологію. 

### Кар'єра

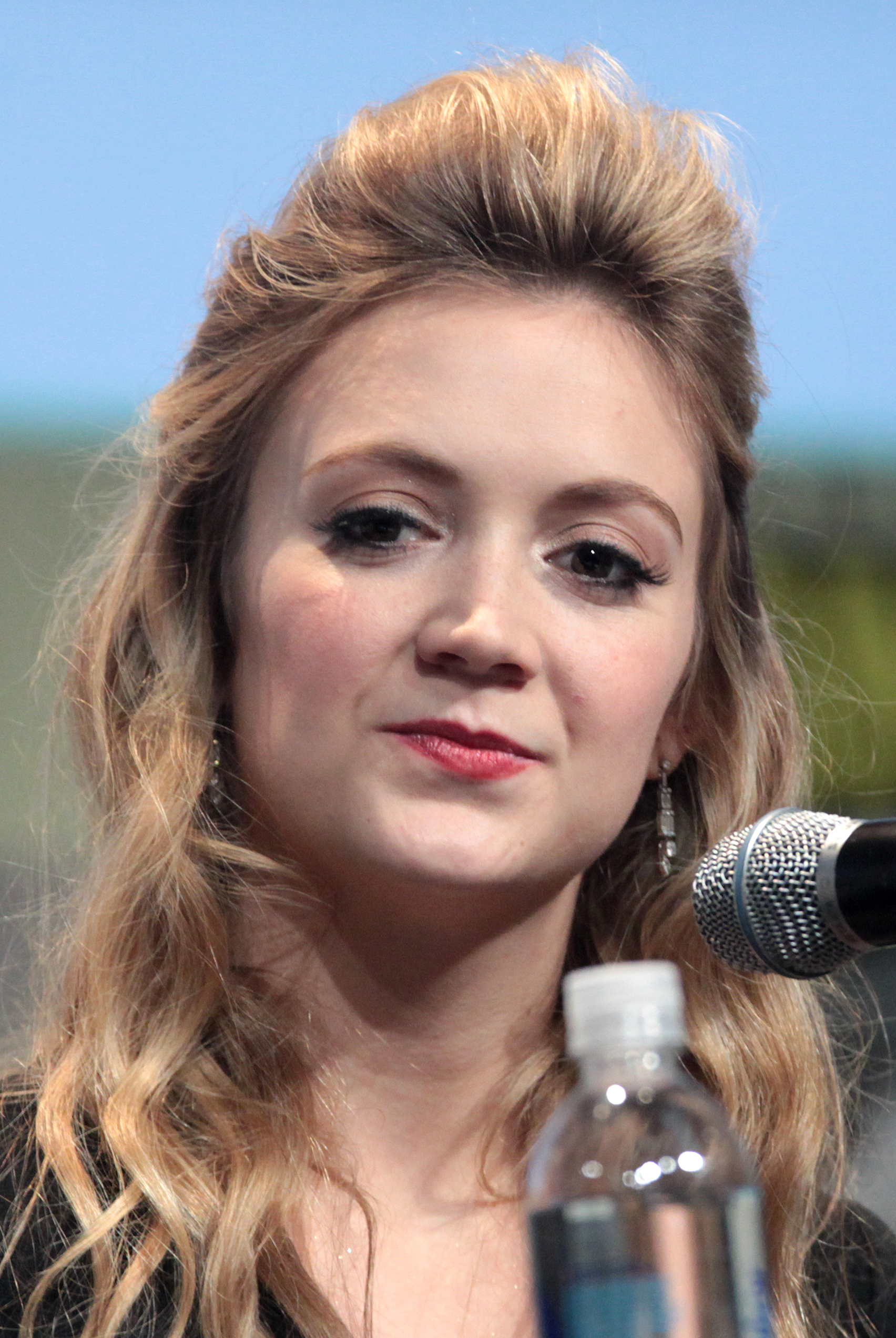

У червні 2014 року було оголошено, що Біллі з'явиться у фільмі «Зоряні війни. Епізод VII: Пробудження Сили »в ролі молодої Принцеси Леї. Пізніше Біллі підтвердила, що з'явиться у фільмі, проте не в ролі Принцеси Леї або її доньки.  У 2015 році відбулася прем'єра фільму, в якому актриса виконала роль лейтенанта Коннікс. Біллі також з'явиться в наступному епізоді «Зоряних війн».
У лютому 2015 року Біллі приєдналася до касту серіалу «Королеви крику».
У грудні 2015 року тижневик Variety повідомив, що Біллі Лурд приєдналася до акторського складу фільму «Клуб молодих мільярдерів», прем'єра якого відбулася в 2018 році. Поряд з Біллі в картині знялася актриса Емма Робертс, з якою вони вже працювали в серіалі «Королеви крику».

## Фільмографія

### Акторка
| Рік       |   | Українська назва                           | Оригінальна назва                         | Роль                          |
| --------- | - | ------------------------------------------ | ----------------------------------------- | ----------------------------- |
| 2015—2016 | с | Королеви крику                             | Scream Queens                             | Сейді Свенсон / Шанель #3     |
| 2015      | ф | Зоряні війни: Пробудження Сили             | Star Wars. Episode VII: The Force Awakens | лейтенант Коннікс             |
| 2017      | ф | Клуб молодих мільярдерів                   | Billionaire Boys Club                     | Розанна Тікпурт               |
| 2017      | ф | Зоряні війни: Останні джедаї               | Star Wars. Episode VIII                   | лейтенант Коннікс             |
| 2017      | с | Американська історія жаху: Культ           | American Horror Story: Cult               | Вінтер Андерсон Лінда Касабян |
| 2018      | с | Американська історія жаху: Апокаліпсис     | American Horror Story: Apocalypse         | Меллорі                       |
| 2019      | ф |                                            | Booksmart                                 | Джиджи                        |
| 2019      | с | Американська історія жаху: 1984            | American Horror Story: 1984               | Монтана Дюк                   |
| 2019      | ф | Зоряні війни: Скайвокер. Сходження         | Star Wars: The Rise of Skywalker          | лейтенант Коннікс             |
| 2020      | с | Вілл і Грейс                               | Will & Grace                              | Фіона Адлер                   |
| 2021      | с | Американська історія жаху: Подвійний сеанс | American Horror Story: Double Feature     | Ларк                          |
| 2022      | ф | Квиток в рай                               | Ticket To Paradise                        | Рен Батлер                    |
| 2022      | с | Американська історія жаху: Нью-Йорк        | American Horror Story: NYC                | доктор Ханна Веллс            |
| 2023—2024 | с | Американська історія жаху: Ніжність        | American Horror Story: Delicate           | Ешлі                          |

### Продюсерка
| Рік  |   | Українська назва | Оригінальна назва | Роль       |
| ---- | - | ---------------- | ----------------- | ---------- |
| 2022 | ф |                  | Wildflower        | продюсерка |